# Carme, Rosa i Magdalena Fradera i Ferragutcasas
Les germanes Fradera i Ferragutcasas (Maria del Carme, Maria Rosa i Maria Magdalena) (Riudarenes, 1895 a 1902 - entre Riudarenes i Lloret de Mar, 27 de setembre de 1936) foren tres germanes de la congregació de les Missioneres del Cor de Maria, mortes en la persecució anticlerical dels inicis de la Guerra Civil espanyola. Considerades màrtirs, són venerades com a beates per l'Església catòlica.

## Biografia
Maria del Carme va néixer el 25 d'octubre de 1895 i va ingressar en el noviciat de Mataró de la congregació de les Missioneres del Cor de Maria el 2 de juliol de 1921, professant-hi el 3 de febrer de 1923; va treballar en el col·legi de Mataró. Rosa, nascudar el 20 de novembre de 1900, va ingressar en el noviciat d'Olot el 8 de desembre de 1922, professant-hi el 25 de juliol de 1924; treballà a Olot i Santa Coloma de Farners com a educadora. Magdalena va néixer el 12 de desembre de 1902, va ingressar al noviciat d'Olot el 19 de juny de 1922 i hi va professar el mateix dia que Rosa, essent destinada a Camprodon i Cassà de la Selva.
En esclatar la Guerra Civil, les tres germanes reberen l'orde de deixar les comunitats i anaren a la casa pairal de Riudarenes, on foren detingudes el 27 de setembre de 1936. Foren mortes la matinada del mateix dia al bosc dels Hostalets, a 20 km, prop de Lloret de Mar després de patir violació, vexació i tortura.

## Relíquies i veneració
L'exhumació dels cadàvers, enterrats en una fossa comuna, es va produir el 28 d'agost de 1937. Sebollides als cementiris de Riudarenes i, en 1939, de Girona, des de 1974 les restes de les monges són a la Casa-Mare de la congregació, a Olot.
La seva causa de beatificació s'obrí en 1953, i foren proclamades serventes de Déu; el 16 de desembre de 2006, Benet XVI autoritzà la promulgació dels decrets de la Congregació per a la Causa dels Sants referits a la beatificació de 69 morts durant la Guerra Civil espanyola, entre els quals les tres germanes Fradera. Foren beatificades a Roma el 28 d'octubre de 2007 i tenen una oració per a demanar-les-hi favors.
El 9 d'agost de 2015 el bisbe de Girona, Mons. Francesc Pardo i Artigas, va inaugurar una capella a l'església parroquial de Sant Martí de Riudarenes dedicada a les Germanes Fradera, màrtirs i filles de la població.